# Julie Gold
Julie Gold, född 3 februari 1956 i Philadelphia, Pennsylvania, USA, är en amerikansk sångare och låtskrivare från New York. Hon är mest berömd för att ha skrivit balladlåten "From a Distance", inspelad och utgiven av bland andra Nanci Griffith, The Byrds, Bette Midler, Judy Collins och Simon Nicol.
Hennes judiska farföräldrar migrerade från Rumänien.
Julie Gold är ursprungligen från Philadelphia; hon slutade på Philadelphia High School for Girls 1974, och 1990–1994 var hon med i Four Bitchin' Babes tillsammans med Christine Lavin, Megon McDonough, och Sally Fingerett.

### Fotnoter
1. ↑  "From a Distance" på IMDb
2. ↑  Scott R. Benarde (2003). Stars of David: Rock 'n' Roll's Jewish Stories. sid. 332. ISBN 1584653035